# Yeshimebet Tadesse
Yeshimebet Tadesse (amharisch የሺመቤት ታደሰ; * 1988) ist eine äthiopische Marathonläuferin.
2008 wurde sie Siebte beim Amsterdam-Marathon und 2009 Zweite beim Porto-Marathon.
2010 wurde sie Siebte beim Dubai-Marathon mit ihrer persönlichen Bestzeit von 2:27:45 h, Dritte beim Mailand-Marathon, Zweite beim Grandma’s Marathon, stellte beim Casablanca-Marathon mit 2:31:10 einen Streckenrekord auf und wurde Zweite beim Taipei International Marathon.
2011 wurde sie Dritte beim Hong Kong Marathon, Zweite beim Prag-Marathon und siegte beim Twin Cities Marathon.